# Ana Zamora
Ana Zamora (Madrid, 1975), es una directora de escena, dramaturga e investigadora teatral española, reconocida por su labor en la recuperación y puesta en valor del teatro medieval, renacentista y prebarroco español. En 2023 fue galardonada con el Premio Nacional de Teatro por su trayectoria y su trabajo al frente de la compañía Nao d’amores.

## Trayectoria
Zamora es titulada Superior en Arte Dramático, en la especialidad de Dirección de Escena y Dramaturgia por la Real Escuela Superior de Arte Dramático (RESAD) de Madrid (1996-2000). Antes de fundar su propia compañía, participó en la organización de festivales culturales como Titirimundi - Festival Internacional de Teatro de Títeres de Segovia (1992-2000) y el Festival Internacional Folk Segovia (1990-2000).
En 2001, estableció en Segovia la compañía Nao d’amores, un proyecto que reúne a expertos en teatro clásico, marionetas y música antigua. La compañía se ha centrado en la investigación, formación y representación del teatro español previo al Barroco, presentando más de quince producciones que han marcado un antes y un después en la renovación del repertorio clásico con una visión contemporánea. Entre los autores recuperados por Zamora destacan Gil Vicente, Juan del Encina, Bartolomé Torres Naharro y Lucas Fernández.
Además de su trabajo con Nao d’amores, Zamora ha dirigido montajes para instituciones públicas como Radio Televisión Española (La fiesta de la libertad, 2020), el Teatro de la Zarzuela (Carmen, 2014), el Centro Dramático Nacional (Ligazón, 2009) y la Compañía Nacional de Teatro Clásico (Tragicomedia de Don Duardos, de Gil Vicente, 2006). Ha sido ayudante de dirección en la Compañía Nacional de Teatro Clásico bajo la dirección de Eduardo Vasco (2005-2006) y en el Teatro de La Abadía con José Luis Gómez (2002-2004).
Zamora es reconocida por su labor investigadora y docente ya que imparte cursos y seminarios sobre teatro medieval y renacentista en España y en el extranjero (Italia, Portugal, EE. UU., México, Colombia, Ecuador, Bolivia, Chile, Argentina, Uruguay, Brasil, Cuba). Desde 2015 forma parte del equipo docente del Máster en Creación Teatral dirigido por Juan Mayorga en la Universidad Carlos III y ha colaborado con el Máster de Estudios Avanzados en Voz y Habla Artística del ITEM de la Universidad Complutense de Madrid. Desde 2013, es miembro fundador del centro Fuentes de la Voz.

## Selección de montajes
Zamora ha dirigido una amplia variedad de montajes centrados principalmente en el teatro medieval, renacentista y prebarroco español, muchos de ellos a través de su compañía Nao d’amores. Entre sus obras más reconocidas se encuentran:
- Auto de la Sibila Casandra (de Gil Vicente, 2003), uno de los montajes más aclamados, que explora el simbolismo y la alegoría en la tradición religiosa y profética.[8]
- Auto de los cuatro tiempos (de Gil Vicente, 2004), centrada en la relación entre el hombre, la naturaleza y el tiempo litúrgico.[8]
- Auto de los Reyes Magos (2008), recuperación del texto más antiguo del teatro castellano, con una puesta en escena que resalta la tradición y la música medieval.[9]
- Penal de Ocaña (de María Josefa Canellada, 2013), dramaturgia y dirección basada en el diario de María Josefa Canellada, aborda la memoria, la responsabilidad personal y colectiva, y la resistencia moral durante la guerra civil española.[9]
- Triunfo de Amor (de Juan del Encina, 2015), adaptación del texto en la que explora la transición del teatro religioso al profano dentro del contexto cortesano.[10]
- Europa, que a sí misma se atormenta (de Andrés Laguna, 2018), dirección y dramaturgia donde aborda la identidad europea y sus conflictos internos, desde una perspectiva poética y simbólica.[11]
- Comedia Aquilana (de Torres Naharro, 2018) adaptación y dirección de la comedia renacentista, con énfasis en la ingenuidad y la pureza de los sentimientos humanos.[11]
- Nise, la tragedia de Inés de Castro (de Jerónimo Bermúdez, 2019), dirección y dramaturgia de la tragedia sobre la figura de Inés de Castro, explorando el drama histórico y las pasiones humanas.[11]
- Numancia (de Miguel de Cervantes, 2021), adaptación de la tragedia centrada en el sacrificio colectivo y la resistencia frente a la opresión.[11]
- Retablillo de don Cristóbal (de Federico García Lorca 2021) dirección de la obra donde  explora el teatro de títeres y la tradición popular.[11]
- Misterio del Cristo de los Gascones (2023), dirección en la que combina teatro y música antigua para recrear la espiritualidad del teatro medieval.[11]
- El castillo de Lindabridis (de Pedro Calderón de la Barca, 2023), adaptación y dirección de la comedia cortesana inspirada en novelas de caballerías,  en la que se reivindica el protagonismo activo de la figura femenina y se enlazan motivos medievales con el imaginario barroco, a través de la figura de la doncella guerrera y los juegos de identidad de género.[11]

## Reconocimientos
Zamora ha sido galardonada con numerosos premios:
- 2001 - Premio José Luis Alonso.[8]
- 2007 - Premio Clásicos Festival Internacional Teatro de Almagro.[8]
- 2008 - Premio ADE (Asociación de Directores de Escena).[8]
- 2008 - Premio Ojo Crítico de Radio Nacional de España de Teatro.[5]
- 2010 - Premio Rojas a Mejor dirección escénica y Mejor espectáculo.[8]
- 2011 - Premio Nebrija Escena.[8]
- 2012 - Premio Fuente de Castalia.[8]
- 2013 - Premio San Frutos.[8]
- 2014 - Tercer Premio del Público del Festival don Quijote de París.[8]
- 2014 - Premio Delirios de Mujer, ex aequo.[8]
- 2016 - Premio Santana.[8]
- 2017/18 - Beca MAEC-AECID de residencia artística en la Real Academia de España en Roma por el proyecto Influencias italianas en el nacimiento de la comedia renacentista española.[12]
- 2018 - Premio del Festival Nacional de Teatro Vegas Bajas por mejor dirección.[8]
- 2019/20 - Beca MAEC-AECID de residencia artística en la Real Academia de España en Roma por el proyecto Puesta en escena y tradición popular: las idas y las vueltas del teatro de títeres.[13]
- 2023 - Premio Rojas a Mejor dirección escénica.[8]
- 2023 - El Ministerio de Cultura y Deporte de España le concedió el Premio Nacional de Teatro 2023, “por su recuperación del patrimonio teatral español medieval, renacentista y prebarroco durante más de veinte años al frente de Nao d’amores, con excelentes resultados y acercándolo al gran público”.[2] El jurado destacó la espiritualidad de sus espectáculos, su excelente labor de investigación y docencia, y la integración de la investigación musical en sus montajes.[3]